# Hoxton
Hoxton es un barrio del municipio londinense de Hackney. Está situado inmediatamente al norte del distrito financiero de la City. Está delimitado por el Canal de Regent al norte; Wharf Road y City Road, al oeste; Old Street, al sur; y Kingsland Road, al este.
El barrio es también uno de los distritos electorales del Reino Unido, por el cual se eligen 3 representantes para el ayuntamiento. Forma parte de la circunscripción electoral de "Hackney South and Shoreditch".
A partir de la década de los 1990 la mitad sur de Hoxton junto con Shoreditch se convirtió en la zona de concentración de la movida alternativa londinense. Contiene un gran número de bares, clubes, galerías de arte y la Iglesia de San Juan.
- Datos: Q1998354
- Multimedia: Hoxton / Q1998354